# Павлов Валентин Сергійович
Валенти́н Сергі́йович Па́влов (26 вересня 1937, Москва — 30 березня 2003, Москва) — радянський політичний діяч, перший і останній Прем'єр-міністр СРСР, член «Державного комітету з надзвичайного стану», який в серпні 1991 року здійснив спробу державного перевороту в СРСР. Член ЦК КПРС у 1990—1991 роках. Доктор економічних наук.

## Біографія
Народився 26 вересня 1937 року в Москві. У 1958 році закінчив Московський фінансовий інститут.
У 1958—1959 роках — інспектор державних прибутків Калінінського районного фінансового відділу міста Москви.
У 1959—1966 роках — економіст, старший економіст, заступник начальника відділу, заступник начальника управління Міністерства фінансів РРФСР. Член КПРС з 1962 року.
У 1966—1979 роках — заступник начальника управління Міністерства фінансів СРСР.
З 1979 по 1986 рік — начальник відділу фінансів, собівартості і цін Держплану СРСР. З 1981 член колегії Держплану СРСР. У січні — серпні 1986 року — перший заступник міністра фінансів СРСР.
У серпні 1986 — липні 1989 року — голова Державного комітету СРСР із цін.
Міністр фінансів СРСР з 17 липня 1989 по 14 січня 1991 року. Лейтенант інтендантської служби запасу.
Після відставки М. І. Рижкова (26 грудня 1990) Президент СРСР М. С. Горбачов призначив Павлова його наступником, як компромісну кандидатуру. При цьому Рада Міністрів СРСР була перейменована у Кабінет Міністрів СРСР, а Голова РМ — у Прем'єр-міністра СРСР.
14 січня — 28 серпня 1991 року — прем'єр-міністр СРСР.
Дружина Валентина, син Сергій.

### Реформи Павлова
Брав участь у створенні Пенсійного фонду, податкової інспекції, у формуванні комерційних банків, залученні перших інвестицій, у регулюванні перших кооперативів і спільних підприємств.
Однією з акцій Павлова, що залишилися в пам'яті народу, стало видане через вісім днів після його призначення (22 січня 1991) розпорядження про вилучення банкнот у 50 і 100 рублів в обмежений у часі період і заміну їх на купюри нового зразка, що призвело до значного ажіотажу і зростання невдоволення в країні. Ця «реформа» була виконана через три роки після аналогічної реформи грошової системи в Бірмі, проведеної в 1987 Сейн Львіном — тоді результатом реформи стали серйозні хвилювання, довгострокова дестабілізація становища в країні з кровопролиттями і обвалом економіки. Див. Історія Бірми.
Друга подібна акція — підйом у 2-3 рази цін на основні споживчі товари з 2 квітня 1991 згідно з Постановою Кабінету міністрів СРСР. До цього моменту ціни були постійні протягом десятиліть (з часів Хрущова). Після цього постійним супутником економічного життя стала інфляція.

## ДКНС
18 серпня 1991 року Валентин Павлов разом із сімома своїми однодумцями створив «Державного комітету з надзвичайного стану» (ДКНС), який поставив собі за мету відсторонити від влади Президента СРСР Михайла Горбачова та не допустити підписання нового союзного договору. Того ж дня делегація ДКНС летить до Горбачова у Крим, щоб змушити його піти у відставку. Коли останній не дав на це своєї згоди, голова ДКНС Геннадій Янаєв видав указ про прийняття на себе виконання обов'язків Президента СРСР. Через це почався так званий «Серпневий путч», який було придушено вже 21 серпня. Протягом майже всього путчу Валентин Павлов перебував у лікарні з діагнозом «гіпертоничний криз». 22 серпня указом Президента СРСР його було звільнено з урядової посади, а вже наступного дня Валентин Павлов опинився під вартою. 29 серпня прямо з лікарні він потрапив до московської в'язниці «Матросская тишина», де і провів наступні роки.
23 лютого 1994 Державна Дума Російської Федерації оголосила амністію всім членам ДКНС ще до початку суду, що дало змогу Валентинові Павлову бути фактично несудимим.
Після цього Валентин Павлов очолював комерційний банк, був співробітником низки економічних інститутів та заступником Голови Вільного економічного товариства Росії.
Валентин Павлов помер 30 березня 2003 року в місті свого народження — в Москві.
Разом з колективом авторів (Борис Олійник, Микола Рижков) написав та видав книгу «Іуда: Анатомія зради Горбачова», де описує своє бачення причин розпаду СРСР та роль у цьому процесі М. С. Горбачова.